# Львівське відділення Інституту української археографії та джерелознавства імені М. С. Грушевського НАН України
Львівське відділення Інституту української археографії та джерелознавства імені М. С. Грушевського НАН України скорочено ЛВ ІУАД НАН України — наукова установа, яка займається дослідженнями в галузі археографії, джерелознавства та спеціальних історичних дисциплін у складі Інституту української археографії та джерелознавства ім. М. С. Грушевського НАН України. Знаходиться у Львові в будинку НТШ. Установа займається історією картографії, історією геральдики, урбаністичними студіями, історією церкви та історіографічною спадщиною ХІХ–XX століть. 
Директором відділення є Мирон Капраль. З 1991 року при відділенні діє Українське геральдичне товариство (голова — Андрій Гречило).

## Історія

### Передумови
Передумовою до створення Львівського відділення почались у 1980-1990-ті роки з відновленням діяльності Археографічної комісії Академії наук УРСР 1987 року, та заснуванням у 1991 році Інституту української археографії та джерелознавства імені Михайла Грушевського у 1991 році. На заході України український дослідник та політв'язень Ярослав Дашкевич активно пропагував ідею створення дослідного археографічного осередку. У листопаді 1990 року у Львові в Інституті суспільних наук АН УРСР він організував осередок Археографічної комісії з молодими дослідниками — Надією Бортняк (Халак), Андрієм Гречилом та Ярославом Федоруком.
У понеділок, 25 травня 1992 року Бюро відділення історії, філософії та права Академії наук України ухвалило постанову створити Львівське відділення з правом автономії у складі Інституту української археографії. 30 червня 1992 року Інститут української археографії та Інститут суспільних наук склали угоду про виділення з суспільнознавчого інституту чотири штатних співробітники з зарплатою для них як у Львівському відділенні. Через місяць, 21 липня президія Академії наук України прийняла постанову «Про переведення працівників і передачу бюджетних асигнувань, а також науково-дослідної тематики з Інституту суспільних наук Академії наук України до Інституту української археографії АН України».
З 27 серпня 1992 року директор Інститут української археографії Павло Сохань підписав наказ про створення Львівського відділення. Від 11 вересня 1992 року Львівське відділення отримало окремий юридичний статус. 18 грудня 1992 року президент Академії наук Борис Патон підписав постанову Бюро Президії Академії наук України «Про забезпечення дальшого розвитку археографічних досліджень у західноукраїнському регіоні» де було визначено фінансування, можливість аспірантури, комплектацію науково-допоміжної бібліотеки українськими та закордонними виданнями у Львівському відділенні. Керівником установ став Ярослав Дашкевич.

### Початок діяльності
У грудні 1992 року керівник Львівського відділення на нараді «Українська археографія сьогодні: проблеми і перспективи» виступив з концепцією діяльності установи. Він запропонував організувати два підрозділи: відділ джерелознавства й публікації джерел та відділ пам'яток української археографією. Відділи мали б поділять на сектор документальних та наративних джерел, сектор картографічних джерел, групу опрацювання та публікації історико-економічних джерел, історії суспільно-політичної думки на західноукраїнських землях XIX — середини XX століть, джерело національно-визвольного руху XX століття та групу для підготовки зведення наукового апарату багатотомної праці «Історія України-Руси» Михайла Грушевського.
Де-факто робота Львівського відділення почалась 1 вересня 1992 року. Загальна кількість працівників склала десять осіб. Надалі пропонувалось, що в установі буде працювати тридцять штатних одиниць. Десять мали б бути науковцями, шістнадцять — науково-допоміжними, чотири на господарських посадах.
Наприкінці 1993 року у відділенні працювало 25 осіб. Було долучено Миколу Крикуна, Олексу Піддубняка, Ярослава Грицака та інших вчених, які переважно працювали за сумісництвом.
Економічна криза в Україні призвела до скорочення фінансування Академії наук України. Склад відділення скоротили до чотирьох співробітників та шести науково-допоміжних. На початку 2000-х років штат збільшено до 12 ставок, на загал фінансувалось 16 осіб.
Першим місцем розташування установи була велика кімната Центрального державного історичного архіву України у Львові. У нове приміщення Львівське відділення переїхало в історичний будинок НТШ згідно з постановою президії Національної академії наук України від 26 грудня 1995 року «Про розподіл приміщень НАН України у Львові. Фактично у 1997 році.

### Після 2012 року
Після смерті Ярослава Дашкевича 25 лютого 2010 року в. о. Львівського відділення став його учень Мирон Капраль. З 11 липня 2012 року за поданням Інститут української археографії та джерелознавства імені М. С. Грушевського та постанови Бюро Відділення історії, філософії та права НАН України його затверджено на посаді керівника на засіданні Президії НАН України.
На 1 лютого 2012 року у відділенні працювало 15 працівників, десять наукових: три доктори історичних наук, три кандидати історичних наук та один кандидат географічних наук.

## Діяльність

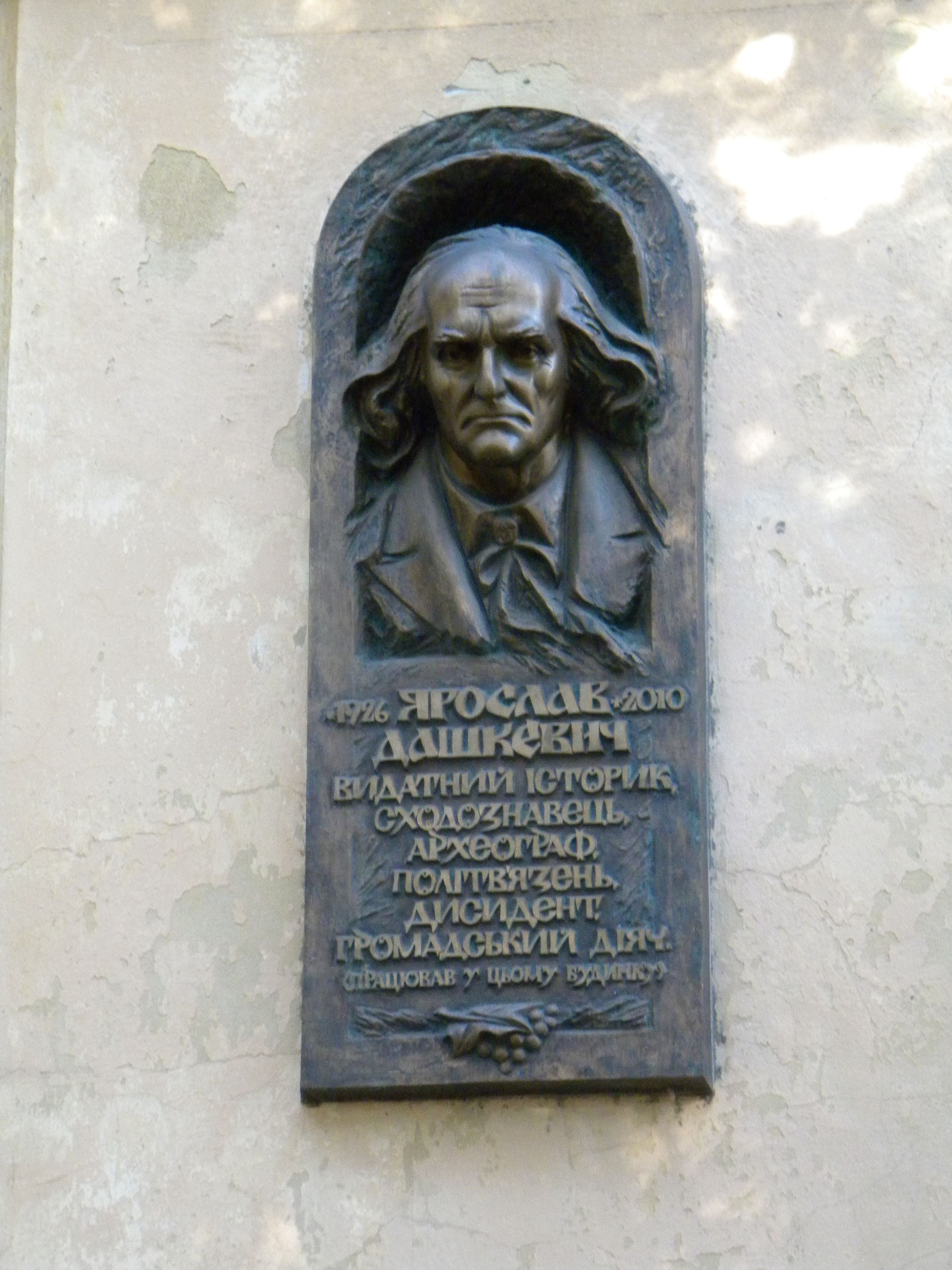
Меморіальна дошка Ярослава Дашкевича на будівлі Львівського відділення

### Напрями досліджень
Дослідники Львівського відділення з часу заснування працювали над декількома науковими темами:
- «Історичні джерела та історіографічні пам'ятки середніх і нових часів західного регіону України» (1993—1997).
- «Джерела з історії Західної України XVI—XVIII ст.» (2003—2005).
- «Українські та іншомовні джерела з історії західноукраїнського регіону нового та найновішого періоду (2006—2008).
- «Західноукраїнські землі XVII—XXI ст.:дослідження і публікація історичних джерел (2009—2011).
- «Трансформації у суспільно-політичному, культурному і релігійному житті Західної України XVI—XX ст. (у світлі актових, наративних та зображальних джерел)» (з 2012).

Значні наукові результати було досягнуто в дослідженні історії картографії України, геральдиці українських земель, історії міст (історичні урбаністичні студії), історії церкви, історичній спадщині Михайла Грушевського, дослідженнями національно-визвольних змагань 20 — 50-х років XX століття та публікацією спадщини Ярослава Дашкевича.

### Видавничі проєкти
Самостійно та у співробітництві з науковими установами Львівське відділення започаткувало книжкові серії, а також періодичні видання:
- Україна в минулому, випуск 1-9 (1992—1996).
- Львівські історичні праці: джерела (з 1994).
- Львівські історичні праці: дослідження (з 1993).
- Львівські історичні праці: матеріали засідань і конференцій (з 1995). У співпраці Львівського національним університетом імені Івана Франка.
- Пам'ятки картографії України (з 2000). У співпраці з державним наукововидавничим підприємством «Картографія»).
- Клейноди. Записки Українського геральдичного товариства (1992—1997). У співпраці з Українським геральдичним товариством.
- Історія релігій в Україні: Тези повідомлень (з 1991 року). У співпраці з Львівським музеєм історії релігії та Відділенням релігієзнавства Інституту філософії імені Григорія Сковороди НАН України.
- Знак (з 1993 року).  співпраці з Українським геральдичним товариством.
- Національні інтереси, випуск 1—25 (1996—2009). У співпраці з Групою досліджень проблем суверенітету, національних інтересів і безпеки.
- Репертуар української книги (1798—1916). Томи 1—9. (1995—2005). У співпраці з Львівською науковою бібліотекою імені Василя Стефаника НАН України.
- Генеалогічні записки Українського геральдичного товариства (з 2000). У співпраці з Українським геральдичним товариством.
- Реєстр особових гербів Українського геральдичного товариства (з 2003). У співпраці з Українським геральдичним товариством.
- Корпоративний гербівник Українського геральдичного товариства (2010—2011). У співпраці з Українським геральдичним товариством.
- Ґардаріки: Бюлетень, випуск 1 (2007). У співпраці з Українським геральдичним товариством.
- Атлас українських історичних міст. Томи 1—5. Львів, Галич, Жовква, Жидачів, Белз (з 2014).

## Дослідники
Від заснування установи працювали або працюють Тарас Андрусишин, Іван Альмес, Костянтин Бондаренко, Марія Вавричин, Ольга Гуль, Оксана Гладій, Олег Голько, Василь Горинь, Тетяна Гошко, Андрій Гречило, Ярослав Грицак, Ярослав Дашкевич, Орест Дзюбан, Андрій Заяць, Мирон Капраль, Наталія Кіт, Микола Крикун, Лідія Луцан, Наталія Паславська, Олексій Піддубняк, Галина Сварник, Руслан Серцелевич, Ігор Скочиляс, Ірина Скочиляс, Андрій Сова, Богдан Смерека, Юліанна Татьяніна, Ярослав Федорук, Андрій Фелонюк, Надія Халак, Леся Цюцюра.

## Співпраця
Львівське відділення має співпрацю українськими та іноземними закладами вищої освіти, наукових центрів та громадських організацій, державними історико-архітектурними заповідниками та музеями. Співпраця установи є з Львівським національним університетом імені Івана Франка, Львівською національною науковою бібліотекою імені Василя Стефаника, Брандонський університет, Канадським інститутом українських студій, Українським католицьким університетом, Інститутом Центрально-Східної Європи, Науковим товариством імені Шевченка (Історична комісія, Комісія спеціальних історичних дисциплін, Археографічна комісія), Львівським музеєм історії релігій, Музеєм мистецтва та історії Жидачівської землі, Міжнародною комісією з історії міст, державними історико-архітектурними заповідниками у Жовкві, Галичі, Белзі та іншими.